# Љугбунар
Љугбунар (алб. Lugbunar) је насељено место у општини Ђаковица, на Косову и Метохији. Према попису становништва из 2011. у насељу је живело 190 становника.

## Становништво
Према попису из 2011. године, Љугбунар има следећи етнички састав становништва:
| Националност | 2011.        |
| Албанци      | 190 (100,0%) |
| Укупно       | 190          |

| Демографија | Демографија | Демографија |
| Година      | Становника  | Становника  |
| ----------- | ----------- | ----------- |
| 1948.       | 349         |             |
| 1953.       | 411         |             |
| 1961.       | 370         |             |
| 1971.       | 385         |             |
| 1981.       | 396         |             |
| 1991.       | 355         |             |
| 2011.       | 190         |             |

## Познате личности
- Божидар Делић, српски генерал и политичар